# Нома Думезвені
Нома Думезвені (англ. Noma Dumezweni; 28 липня 1969, Свазіленд) — англійська акторка радіо, театру, кіно та телебачення.

## Життєпис
Нома Думезвені народилася 28 липня 1969 року в Свазіленді. Її батьки родом з ПАР; за перші 8 років життя Нома встигла пожити в Свазіленді, Ботсвані, Кенії та Уганді. 17 травня 1977 року Нома з матір'ю і сестрою прибули до Англії як біженки від апартеїду. Сім'ю африканок поселили в містечку Філікстоу (графство Суффолк), де Нома здобула освіту (в школі з 1500 осіб лише четверо, включаючи Ному, були чорношкірими). Після цього дівчина переїхала в Лондон, де почала кар'єру акторки. З 1999 року знімається на телебаченні, з 2002 в кінофільмах.
У грудні 2015 року було оголошено, що Думезвені виконає роль Герміони Грейнджер у п'єсі «Гаррі Поттер і Прокляте дитя».У статті про кастинг театральна критикиня Кейт Малтбі описала її як «акторку, яка постійно захоплює і заворожує аудиторію» . Кастинг чорношкірої акторки в ролі Герміони викликав палку дискусію, на яку Дж. К. Ролінг відповіла, що вона ніде не писала, що Герміона була білою, і що їй подобається чорношкіра Герміона. Думезвені повторила свою роль на Бродвеї в Ліричному театрі в 2018 році.

## Нагороди, номінації, визнання
- 2006[en] — Премія Лоуренса Олів'є в категорії «Найкраще виконання допоміжного складу» за роль в постановці «Ізюм на сонці[en]» — перемога[8].
- 2017[en] — Премія Лоуренса Олів'є в категорії «Найкраща акторка допоміжного складу» за роль в постановці «Гаррі Поттер і Прокляте дитя» — перемога.
- 2018[en] — Премія «Тоні» в категорії «Найкраща жіноча роль другого плану в п'єсі» за роль в постановці «Гаррі Поттер і Прокляте дитя» — номінація.
- 2018 — 26-е місце в списку «100 жінок по версії Бі-бі-сі» за роль Герміони Грейнджер в постановці «Гаррі Поттер і Прокляте дитя»[9].

## Театр та радіо
Театр
- Президент пустої кімнати / President of an Empty Room (Королівський національний театр)
- Антоній та Клеопатра / Antony and Cleopatra — прислужниця Клеопатри (Королівська шекспірівська компанія)[10]
- Багато галасу з нічого / Much Ado About Nothing — Урсула (Королівська шекспірівська компанія)[11]
- Сон літньої ночі / A Midsummer Night's Dream (Чічестер Фестівал[en])
- Майстер і Маргарита (Чічестер Фестівал)
- Натан Мудрий[de] / Nathan der Weise (Чічестер Фестівал)
- / The Coffee House (Чічестер Фестівал)
- 2001 — Фіктивна жінка / The Bogus Woman — молода африканка (Траверс[en], Буш)[12]
- 2005 — Ізюм на сонці[en] / A Raisin in the Sun — Рут Янгер (Янг-Вик, Лирик[en])[13][2][14]
- 2006 — Сніданок з Мугабе / Breakfast with Mugabe — Грейс Мугабе, дружина Роберта Мугабе (Королівська шекспірівська компанія, Театр Сохо[en])[13][15]
- 2008 — Час, коли ми нічого не знали один про одного[en] / The Hour We Knew Nothing of Each Other (Королівський шекспірівський театр).
- 2008 — Шість персонажів у пошуках автора / Sei personaggi in cerca d'autore — Джейн, кінорежисерка (Гилгуд[en])[16][17]
- 2009 — Зимова казка / The Winter's Tale — Поліна (Королівська шекспірівська компанія, Театр Кортъярд[en])[18][19]
- 2013—2014 — Померлий в ту ніч чоловік[en] / A Human Being Died That Night — Пумла Гободо-Мадикізела (Театр Фугарда в Кейптауні, Театр Маркет[en] в Йоханнесбурзі, Театр Хэмпстид[en] в Лондоні)[20][21]
- 2015 — Лінда / Linda — Лінда (Роял-Корт)[13][2][22]
- 2016—2018 — Гаррі Поттер і Прокляте дитя / Harry Potter and the Cursed Child — Герміона Грейнджер (Театри Вест-Енду, Бродвейський театр, в т. ч. Театр Лірика)[2][23][24][25][7]

Радіо
Нома Думезвені брала участь в радіопостановках каналів BBC Radio 3 і BBC Radio 4 «Дерево Джамбули», «Сім чудес світу», «Від фіктів до вигадки», «Від свободи до майбутнього», «Відбиток руки», «Історія Джейн», «Сагіла», «Шайлок», «Вирощування кісток», «Жіноче детективне агентство № 1», «Сім віків автомобіля», «Фіктивна жінка», «Сніданок з Мугабі».

## Кіно та телебачення

### Кіно
- 2002 — Брудні принади / Dirty Pretty Things — Селія
- 2018 — Мері Поппінс повертається / Mary Poppins Returns — місс Пенні Фартінґ, секретарка
- 2019 — Майбутній король / The Kid Who Would Be King — директорка школи
- 2019 — Хлопчик, який приборкав вітер / The Boy Who Harnessed the Wind — Едіт Сікело
- 2023 — Русалонька / The Little Mermaid — королева Селіна

### Телебачення
- 1999 — Стук[en] / The Knock — Поліна (епізод #4.2)
- 2003, 2006 — Голбі-Сіті[en] / Holby City — різні ролі (у 2 епізодах)
- 2005 — Мовчазний свідок / Silent Witness — детективка-сержантка Ерін Джейкобс (у 2 епізодах)
- 2006 — Рахунок / The Bill — менеджерка будівельного товариства (епізод 403: Where We Belong - Part 2)
- 2006 — Таємничі істоти[en] / Mysterious Creatures — Шанель Пінкертон
- 2006 — Після Томаса[en] / After Thomas — Пола Мюррей
- 2007 — Безсоромні / Shameless — місіс Ньюмен (епізод #4.5)
- 2007 — Нові хитрощі / New Tricks — Софі Ойекамбі (епізод Casualty)
- 2007 — Мешканці Іст-Енду / EastEnders — детективка-констебль Райт (епізод 17 August 2007)
- 2008 — Останній ворог / The Last Enemy — Валери (епізод #1.1)
- 2008 — Колір магії  Террі Пратчетта / The Colour of Magic — Марчесса (1 епізод)
- 2008—2009 — Доктор Хто / Doctor Who — капітанка Маґамбо (в 2 епізодах)
- 2012, 2015 — Катастрофа[en] / Casualty — Марша Чілко / Сьюзан Блосс (у 2 епізодах)
- 2013 — Френкі[en] / Frankie — Енджі Рескоу (у 6 епізодах)
- 2015 — Суто англійські вбивства / Midsomer Murders — Ейлса Проберт (епізод Murder by Magic)
- 2015 — Столиця[en] / Capital — Ґрівс (у 2 епізодах)
- 2017 — Електричні сни Філіпа К. Діка / Electric Dreams — старша агентка Окгайл (епізод The Hood Maker)
- 2018 — Сходження Чорної Землі[en] / Black Earth Rising — Еліс Мюнзіров, членкиня уряду Руанди, колишня генералка Патріотичної армії Руанди (у 7 епізодах)
- 2020 — Нормальні люди / Normal People — Джилліан (епізод #1.10)
- 2020 — Знищення / The Undoing — Гейлі Фіцджеральд (у 4 епізодах)
- 2021 — Поза / Pose — старша агентка Окгайл (епізод The Trunk)
- 2021—2022 — Створено для кохання / Made for Love — капітанка Маґамбо (в 16 епізодах)
- 2022 — Наглядач / The Watcher — Теодора (в 6 епізодах)
- 2025 — Щоденники вбивцебота / Murderbot — Менза